# Niger a 2013-as úszó-világbajnokságon
Namíbia három úszóval vett részt a 2013-as úszó-világbajnokságon, akik négy versenyszámban indultak.

## Úszás
Férfi
| Versenyző       | Verseny               | Selejtező | Selejtező | Elődöntő          | Elődöntő          | Döntő             | Döntő             |
| Versenyző       | Verseny               | Idő       | Helyezés  | Idő               | Helyezés          | Idő               | Helyezés          |
| --------------- | --------------------- | --------- | --------- | ----------------- | ----------------- | ----------------- | ----------------- |
| Moctar Albachir | 50 méteres gyorsúszás | 29.05     | 99        | Nem jutott tovább | Nem jutott tovább | Nem jutott tovább | Nem jutott tovább |
| Moctar Albachir | 50 méteres mellúszás  | 43.58     | 80        | Nem jutott tovább | Nem jutott tovább | Nem jutott tovább | Nem jutott tovább |
| Hamidou Lansina | 50 méteres hátúszás   | 36.65     | 50        | Nem jutott tovább | Nem jutott tovább | Nem jutott tovább | Nem jutott tovább |

Női
| Versenyző      | Verseny              | Selejtező | Selejtező | Elődöntő          | Elődöntő          | Döntő             | Döntő             |
| Versenyző      | Verseny              | Idő       | Helyezés  | Idő               | Helyezés          | Idő               | Helyezés          |
| -------------- | -------------------- | --------- | --------- | ----------------- | ----------------- | ----------------- | ----------------- |
| Lareiba Seibon | 50 méteres mellúszás | 49.72     | 74        | Nem jutott tovább | Nem jutott tovább | Nem jutott tovább | Nem jutott tovább |